# Sojuz TM-33
La Sojuz TM-33 era un volo spaziale russo con equipaggio lanciato il 21 ottobre 2001 sul veicolo di lancio Soyuz-U. Ha trasportato i cosmonauti russi Viktor Afanasyev, Konstantin Kozeyev e il cosmonauta francese Claudie Haigneré sulla Stazione spaziale internazionale..

## Equipaggio
| Ruolo                                      | Equipaggio al lancio                    | Equipaggio all'atterraggio               |
| ------------------------------------------ | --------------------------------------- | ---------------------------------------- |
| Comandante                                 | Viktor Afanas'ev, Roscosmos Quarto volo | Jurij Gidzenko, Roscosmos Terzo volo     |
| Ingegnere di volo 1                        | Claudie Haigneré, ESA Secondo volo      | Roberto Vittori, ESA Primo volo          |
| Ingegnere di volo 2 / Partecipante al volo | Konstantin Kozeev, Roscosmos Primo volo | Mark Shuttleworth, SA Turista Primo volo |

### Equipaggio di riserva
| Ruolo             | Equipaggio                     | Equipaggio                     |
| ----------------- | ------------------------------ | ------------------------------ |
| Comandante        | Sergej Zalëtin, Roscosmos      | Sergej Zalëtin, Roscosmos      |
| Ingegnere di volo | Nadezhda Kužel'naja, Roscosmos | Nadezhda Kužel'naja, Roscosmos |

## Parametri della missione
- Perigeo: 191 km
- Apogeo: 227 km
- Inclinazione: 51,6°
- Periodo: 1 ora, 28 minuti e 24 secondi